# HK Spartak Moskva
HK Spartak Moskva (russisk: ХК Спартак Москва) er en professionel russisk ishockeyklub fra Moskva, der spiller i Kontinentale Hockey-Liga. Klubben har tidligere vundet fire sovjetiske mesterskaber og to pokalmesterskaber. Holdet er ejet af Ruslands største olieselskab, Rosneft, som den russiske stat er hovedejer af.
Ishockeyklubben er en afdeling af Spartak Moskva.
Klubben deltog ikke i KHL i sæsonen 2014-15 af økonomiske årsager, men fra sæsonen 2015-16 er holdet igen med i ligaen.

## Historie
Klubben blev grundlagt i 1946 som en afdeling af Spartak Moskva. Den har vundet det sovjetiske ishockeymesterskab fire gange (1961-62, 1966-67, 1968-69 og 1975-76) og har også kunnet fejre europæiske triumfer ved at sejre i Spengler Cup fem gange (1980, 1981, 1985, 1989 og 1990). I sæsonen 2005-06 blev Spartak Moskva nr. 10 i Ruslands Superliga, efter at holdet i 1999 og 2003 var rykket ned i Vyssjaja Liga. I august 2006 blev Spartaks hold af finansielle årsager opløst efter lang tids usikkerhed om den videre drift.
I 2007-08 deltog holdet igen i Superligaen, og et år senere fulgte klubben med over i den nydannede Kontinentale Hockey-Liga. Holdet deltog af finansielle årsager ikke i KHL-sæsonen 2014-15, men i den efterfølgende sæson genoptog den aktiviteterne og vendte tilbage til KHL. Truppen og ledelsen blev delvist overtaget fra Atlant Moskovskaja Oblast, som samtidig havde trukket sig fra ligaen.

## Titler og bedrifter

### Sovjetisk mesterskab
- Vinder (4): 1961-62, 1966-67, 1968-69, 1975-76.
- Nr. 2 (11): 1947-48, 1964-65, 1965-66, 1967-68, 1969-70, 1972-73, 1980-81, 1981-82, 1982-83, 1983-84, 1990-91
- Nr. 3 (9): 1946-47, 1962-63, 1963-64, 1971-72, 1974-75, 1978-79, 1979-80, 1985-86, 1991-92

- Pokalvinder (2): 1969-70, 1970-71.
- Pokalfinalist (2): 1966-67, 1976-77.

### Vyssjaja Liga
- Vinder (1): 2000-01.
- Nr. 2 (2): 1999-2000, 2003-04.

### Europæiske bedrifter
Mesterholdenes Europa Cup i ishockey
- Finalist (2): Finalist 1970, 1977.

Spengler Cup
- Vinder (5): 1980, 1981, 1985, 1989, 1990.

## Trænere
- Aleksandr Igumnov (1946–47, 1948–55, 1958–60)
- Serafim Sokolov (1947–48)
- Anatolij Seglin (1955–58)
- Anatolij Jeghorov (1958)
- Aleksandr Novokresjtjenov (1960–63)
- Boris Afanasjev (1963–64)
- Vsevolod Bobrov (1964–67)
- Jevgenij Majorov (1967–68)
- Nikolaj Karpov (1968–70, 1975–77)
- Boris Majorov (1970–71, 1985–89)
- Jurij Baulin (1971–72)
- Vjatjeslav Starsjinov (1972–75)
- Robert Tjerenkov (1977–78)
- Anatolij Vatutin (1978–79)
- Boris Kulagin (1979–84)
- Vladimir Sjadrin (1984)
- Jevgenij Simin (1984–85)
- Aleksandr Jakusjev (1989–93, 1998–2000)
- Valentin Gurejev (1993–95)
- Viktor Sjalimov (1995–96)
- Vjatjeslav Anisin (1996–97)
- Fjodor Kanarejkin (1997–98, 2002, 2012–14)
- Nikolaj Solovjev (2000–02)
- Sergej Sjepelev (2002–05)
- Valerij Bragin (2005–07)
- Miloš Říha (2007–10)
- Igor Pavlov (2010)
- Andrej Jakovenko (2010–11)
- Viktor Patjkalin (2011)
- František Hossa (2011)
- Andrej Sidorenko (2011–12)